# Eusebio Ramos Morales
Eusebio Ramos Morales (* 15. Dezember 1952 in Maunabo) ist ein puerto-ricanischer Geistlicher und römisch-katholischer Bischof von Caguas.

## Leben
Eusebio Ramos Morales studierte Philosophie und Theologie in Bayamón. Enrique Hernández Rivera spendete ihn am 3. Juni 1983 die Priesterweihe.
Papst Benedikt XVI. ernannte ihn am 11. März 2008 zum Bischof von Fajardo-Humacao. Der Erzbischof von San Juan de Puerto Rico, Roberto Octavio González Nieves OFM, spendete ihm am 31. Mai desselben Jahres die Bischofsweihe; Mitkonsekratoren waren Ruben Antonio González Medina CMF, Bischof von Caguas, und Józef Wesołowski, Apostolischer Nuntius in der Dominikanischen Republik.
Papst Franziskus ernannte ihn am 2. Februar 2017 zum Bischof von Caguas. Bis zur Ernennung von Luis Miranda Rivera 2020 wirkte er als Apostolischer Administrator.